# 三明沙県空港
三明沙郡空港（さんめいさけん-くうこう、Sanming_Shaxian_Airport）は、中華人民共和国福建省三明市沙仙区にある空港。
2016年3月7日に開港した。
空港は民間航空地域空港として位置付けられており、ボーイング737シリーズ、エアバスA320シリーズ、CRJ-200など、その他のCクラスモデルの離着陸が可能。長期的には、中規模空港として位置付けられ、 滑走路の延長によって、ボーイング757、767シリーズなどのDクラス航空機の離着陸を可能にし、中国、香港、マカオ、東南アジア諸国の主要都市への直行便を飛ばす計画がある。

## 歴史
1984年、三明市党委員会と市政府が空港計画計画を発表。空港は永安公川、三元吉口、沙仙水南を含む8か所の付近に設置される予定。
1993年10月9日、国務院と中央軍事委員会の承認を得て、三明沙県に新空港が計画され、その場所は三明市沙仙県秋江郷鳳凰山の近くに決定。 1995年6月、建設が始まった。
1998年末、1億6000万元を投資した沙県空港は、政策と財政の問題により停止された。
2005年12月26日、工事が再開したが、 2008年、再び中断された。
2010年11月4日、三明沙空港は元の場所から9.6km離れた新しい場所で建設を再開。
2016年3月7日、空港が開業。吉祥航空がエアバスA320を上海/浦東から初飛行。

## 就航先
| 航空会社     | 就航先         |
| ------------ | -------------- |
| 海南航空     | 広州           |
| 華夏航空     | 重慶           |
| 吉祥航空     | 上海/浦東      |
| 四川航空     | 成都、寧波     |
| 中国聯合航空 | 北京/大興      |
| チベット航空 | ラサ、双流     |
| 中国東方航空 | 青島、昆明     |
| 厦門航空     | 北京/大興      |
| 福州航空     | 海口、ハルビン |